# Barleycroft End
Barleycroft End – wieś w Anglii, w hrabstwie Hertfordshire. Leży 14 km na północ od miasta Hertford i 46 km na północ od centrum Londynu.